# Макае (футбольний клуб)
«Макае» (порт. Macaé) — бразильський футбольний клуб, який базується в муніципалітеті Макае, штат Ріо-де-Жанейро. Заснований 17 липня 1990 року під назвою «Футбольний клуб Ботафогу» (порт. «Botafogo Futebol Clube»).